# Nerf clunial supérieur
Les nerfs cluniaux supérieurs (ou nerfs fessiers cutanés supérieurs) sont des nerfs sensitifs qui innervent la peau de la partie supérieure des fesses et issus du plexus lombaire postérieur.

## Origine
Ce sont les extrémités terminales des branches latérales des rameaux dorsaux des trois premiers nerfs lombaires.

## Trajet
Les nerfs cluniaux supérieurs traversent le muscle érecteur du rachis, le muscle grand psoas, puis le muscle grand dorsal pour atteindre la crête iliaque.
Les nerfs traversent ensuite un tunnel ostéo-fibreux créé par le fascia thoraco-lombaire et le rebord de la crête iliaque supérieure.
Dans certains cas, des rainures osseuses le long du bord iliaque abritent les nerfs cluniaux supérieurs. En moyenne, ces rainures se trouvent entre 5 et 7 cm de la ligne médiane. Ces rainures peuvent être visualisées avec une échographie.
Après la crête iliaque, les nerfs se terminent sur le fascia glutéal.

## Variations
Dans certains cas, les nerfs cluniaux supérieurs peuvent avoir des origines au niveau des quatrième et cinquième nerfs lombaires.

## Aspect clinique
Les nerfs cluniaux supérieurs ont été décrits pour la première fois par Maigne et al. en 1989 comme source de lombalgie soit par lésions de ces nerfs, soit par compression, en particulier au niveau de son passage dans le tunnel ostéo-fibreux.